# Apogonichthyoides opercularis
Apogonichthyoides opercularis är en fiskart som först beskrevs av Macleay, 1878.  Apogonichthyoides opercularis ingår i släktet Apogonichthyoides och familjen Apogonidae. Inga underarter finns listade i Catalogue of Life.